# Universidad de Cartago
La Universidad de Cartago (en árabe:  جامعة قرطاج) es una universidad tunecina fundada en 1988 en Cartago . su primer nombre fue la Universidad de Derecho, Economía y Gestión, antes de convertirse en la Universidad del 7 de noviembre en Cartago en 2000, luego en la Universidad de Cartago el 22 de enero de 2011 tras la Revolución tunecina . Según el U.S. News & World Report , Ocupa el puesto 25 en el ranking regional de universidades árabes de 2016 .
En la actualidad, cuenta con 33 establecimientos de educación superior, incluidos 10 establecimientos con doble supervisión y dos centros de investigación, y recibe anualmente aproximadamente 30.000 estudiantes nacionales e internacionales.

## Presidentes
- 2017-2020 : Olfa ben Ouda
- desde 2020 : Nadia Mzougi Aguir

## Organización

#### Facultades
- Facultad de Ciencias Jurídicas, Políticas y Sociales de Túnez

- Facultad de Ciencias de Bizerte

- Facultad de Economía y Gestión de Nabeul

#### Instituciones
- Escuela Nacional de Arquitectura y Urbanismo de Túnez

- Escuela Nacional de Ingeniería de Bizerte

- Escuela Nacional de Ingenieros de Cartago
- Escuela Politécnica de Túnez
- Escuela de Postgrado de Estadística y Análisis de la Información
- Escuela Superior de Audiovisuales y Cine
- Instituto Preparatorio de Estudios de Ingeniería de Bizerte
- Instituto de Altos Estudios Empresariales de Cartago
- Instituto Nacional de Ciencias Aplicadas y Tecnología
- Instituto Superior de Gestión de Bizerte
- Instituto Superior de Ciencias Aplicadas y Tecnología de Mateur
- Instituto Preparatorio de Estudios de Ingeniería de Nabeul
- Instituto Preparatorio de Estudios Científicos y Técnicos
- Instituto Superior de Bellas Artes de Nabeul
- Instituto Superior de Tecnologías Ambientales, Urbanísticas y de la Edificación
- Instituto Superior de Idiomas de Túnez
- Instituto Superior de Lenguas Aplicadas e Informática de Nabeul
- Instituto Superior de Ciencias y Tecnologías Ambientales Borj Cédria

- Instituto Superior de Tecnologías de la Información y las Comunicaciones de Borj Cédria